# Mason (Teksas)
Mason je grad u američkoj saveznoj državi Teksas. Prema popisu stanovništva iz 2010. u njemu je živjelo 2.114 stanovnika.